# Józef Lipień
Józef Lipień (ur. 6 lutego 1949 w Jaczkowie) – polski zapaśnik w stylu klasycznym. Czterokrotnie brał udział w igrzyskach olimpijskich (1968, 1972, 1976, 1980). Srebrny medalista z Moskwy (1980), mistrz świata (1973) i wicemistrz (1974), (1975), brązowy medal ME (1978). Brat-bliźniak Kazimierza Lipienia. Jako zawodnik reprezentował Karkonosze Jelenia Góra, a następnie Wisłokę Dębica. Wieloletni trener Wisłoki.